# Ricomincio da noi
Ricomincio da noi (Finding Your Feet) è un film del 2017 diretto da Richard Loncraine.

## Trama
Quando Sandra Abbott scopre che suo marito Mike, con cui è sposata da trentacinque anni, ha una relazione con la sua migliore amica Pamela, cerca rifugio a Londra dalla sua sorella maggiore Elizabeth, detta Bif. Sandra è un pesce fuor d'acqua accanto allo schietto spirito libero di Bif che vive in un appartamento di edilizia popolare. Ma la differenza è proprio ciò di cui Sandra ha bisogno e con riluttanza lascia che Bif la trascini a una lezione di danza della comunità dove incontra gli amici di sua sorella, l'aggiustatutto Charlie, la pluri-divorziata Jackie e il vedovo Ted. A poco a poco inizia a divertirsi, anche andando a nuotare sul fiume con Bif.
Charlie vive su una barca stretta, avendo dovuto vendere la sua casa per pagare la casa di cura per la demenza di sua moglie, che non lo riconosce più, e dice a Sandra che un giorno attraverserà la Manica con la sua barca e percorrerà i canali della Francia. Il corso di danza si esibisce in strada per raccogliere fondi per beneficenza. Un promotore di un festival di danza italiano vede un video del gruppo che balla sui social media e li invita tutti a Roma per due giorni. Mentre Sandra e Charlie si avvicinano, Bif scopre che sta morendo di cancro ai polmoni. Il gruppo va in Italia e si esibisce, anche se Bif è in evidente stato di sofferenza. Sandra e Charlie vanno a fare una passeggiata insieme e lui le racconta di sua moglie. Non volendo essere "l'altra donna", Sandra se ne va.
La mattina seguente scopre che Bif è morta durante la notte. Tornano tutti a casa e Sandra sparge le ceneri di Bif negli stagni di Hampstead Heath dove hanno nuotato insieme. Il suo ex-marito partecipa alla cerimonia e la convince a tornare a casa, poiché la sua relazione con Pamela è andata in pezzi. Sandra torna alla sua vecchia casa e riprende da dove aveva lasciato, finché non arriva una lettera di Charlie che le dice che sua moglie è morta e lui sta partendo per la Francia. Rendendosi conto che la sua vecchia vita non le appartiene più, Sandra parte nel bel mezzo della sua festa di compleanno e si riunisce con Charlie sulla sua barca.

## Produzione
Il film è stato annunciato nel 2016 al festival di Cannes e le riprese sono iniziate il 31 ottobre 2016, a Londra e a Roma..

## Distribuzione
Il film ha debuttato nelle sale inglesi il 23 febbraio 2018.
In Italia è uscito l'8 marzo 2018, dopo essere stato il film d'apertura del 35° Torino Film Festival (novembre 2017).